# En perfekt gentleman
En perfekt gentleman är en svensk stumfilm från 1927 i regi av Vilhelm Bryde och Gösta Ekman. I huvudrollerna ses Gösta Ekman, Lary Jana och Karin Swanström.

## Om filmen
Filmen premiärvisades 29 oktober 1927 på Kinopalæet i Köpenhamn med svensk premiär 26 december 1927. Den spelades in i Filmstaden Råsunda med exteriörer från S:t Valéry-en-Caux, Paris, Normandie och Stockholm av Axel Lindblom. 
Manuset skrevs på Gösta Ekmans beställning direkt för honom, själv ansåg han att det var hans bästa filmprestation och den film som han tyckte bäst om av alla som han gjort. Filmens manus omarbetades till en novell som publicerades 1940.

## Rollista i urval
- Gösta Ekman - Robert de Luny, markis och Jean Coubert, förvaltare
- Lary Jana - Markisinnan Hortense
- Karin Swanström - Charlotte Ponson
- Hans Albers - Jacques Renard
- Otto Jacobsen - Marcel, betjänt
- Desdemona Schlichting - Hortenses kammarjungfru
- Erik Bertner - Pierre, dräng
- Carl Browallius - Bonnard, advokat
- Helga Brofeldt - släkting till Charlotte
- Ellen Ädelstam - släkting till Charlotte
- Wilhelm Tunelli - släkting till Charlotte
- Mia Gründer - släkting till Charlotte
- Ragnar Arvedson - herre i Adelsklubben
- Leo Golowin - herre i Adelsklubben
- Albert Ranft - herre i Adelsklubben